# Aloysius Murwito
Aloysius Murwito, né le 20 décembre 1950 à Sleman dans la province du territoire spécial de Yogyakarta, est un prélat indonésien, appartenant à l'ordre des Frères mineurs (franciscain), évêque du diocèse d'Agats en Indonésie depuis 2002.

## Biographie
Ordonné prêtre pour l'ordre franciscain le 7 juillet 1982, il est nommé évêque le 7 juillet 2002 par Jean-Paul II. 
Il reçoit l'ordination épiscopale le 15 septembre suivant des mains de Mgr Jacobus Duivenvoorde alors archevêque de Merauke.